# Cirkovljan
Cirkovljan is een plaats in de gemeente Prelog in de Kroatische provincie Međimurje. De plaats telt 819 inwoners (2001).